# Elīna Tetere
Elīna Tetere (ur. 20 lutego 1987 w Rydze) – łotewska siatkarka, reprezentantka kraju. Obecnie występuje w łotewskiej lidze w zespole RTU (Rīgas Tehniskā universitāte). Powołanie do reprezentacji otrzymała w maju 2006 roku.

## Kluby
- RTU